# Dieter Hoja
Dieter Hoja (* 15. Juli 1941 in Dortmund; † 18. Juni 2023 in Schwerte) war ein deutscher Eishockeyspieler und -trainer. Als Stürmer war er für den TuS Eintracht Dortmund und die Düsseldorfer EG in der Bundesliga aktiv. Mit der DEG wurde er einmal Deutscher Meister. Als Trainer betreute er unter anderem die Bundesliga-Teams EC Deilinghofen und Kölner Haie.

## Karriere
Als 16-Jähriger begann Dieter Hoja seine Karriere im Jahr 1957 beim TuS Eintracht Dortmund. Mit seinem Heimatverein stieg er in der Saison 1957/58 in die zweitklassige Oberliga und bereits zwei Jahre später in die Bundesliga auf. Nachdem die Mannschaft die Klasse zweimal halten konnte, stieg Dortmund im Jahr 1963 wieder ab. Doch schon in der Saison 1963/64 gelang der direkte Wiederaufstieg. Im Sommer 1965 wurde die Mannschaft zurückgezogen und die Eishockey-Abteilung des TuS aufgelöst. Hoja wechselte daraufhin zur Düsseldorfer EG, mit der er in der Saison 1966/67 Deutscher Meister wurde. In den Jahren 1969 und 1971 folgten noch zwei Vizemeisterschaften, bevor Hoja seine aktive Karriere beendete.  
Mindestens fünfmal lief der Verteidiger zwischen 1961 und 1965 auch für die deutsche Nationalmannschaft auf, zu großen Turnieren wurde er aber nie nominiert.  

### Trainerlaufbahn
Als Coach begann Hoja im DEG-Nachwuchs, später wurde er Verbandstrainer. Bei den Iserlohn Roosters gilt er noch heute als einer der bedeutendsten Trainer der Vereinsgeschichte. Ab der Saison 1973/74 stand er erstmals bei deren Vorgängerverein EC Deilinghofen hinter der Bande. Nach einem Intermezzo beim Duisburger SC kehrte er im Dezember 1974 wieder ins Sauerland zurück und blieb bis 1978. Er führte die Mannschaft in der Spielzeit 1976/77 erstmals überhaupt in die Bundesliga. Zweimal sprang er in den 1980er Jahren noch in Iserlohn ein: Während der Saison 1981/82 löste er Jorma Siitarinen ab, sein Team erreichte noch die Aufstiegsrunde. In der Spielzeit 1982/83 ersetzte er beim am Grünen Tisch in die Bundesliga aufgestiegenen ECD seinen Nachfolger Vladimír Čechura und verpasste mit der Mannschaft nur um einen Punkt die Playoffs. Nicht als „Feuerwehrmann“, sondern als Assistent für Cheftrainer Ricki Alexander kehrte er schließlich in der Saison 1984/85 ein weiteres Mal an den Seilersee zurück.
Zwischenzeitlich hatte Hoja in der Saison 1978/79 den Oberligisten Herner EV trainiert und beim amtierenden Deutschen Meister, den Kölner Haien, am 22. Oktober 1979 Otto Schneitberger ersetzt. Nach dem sechsten Platz am Ende der Saison wurde sein Vertrag nicht verlängert und Hoja reiste für drei Monate als Trainer-Ausbilder nach China. Die gleiche Aufgabe bekleidete er auch im Deutschen Eishockey-Bund. Im Oktober 1983 sprang er für zwei Spieler als Coach des SC Riessersee ein. In der zweiten Hälfte der 1980er Jahre war er hauptsächlich für den EHC Westfalen Dortmund tätig.

## Erfolge und Auszeichnungen
- 1958 Meister der Landesliga NRW und Aufstieg in die Oberliga mit dem TuS Eintracht Dortmund
- 1960 Meister der Oberliga und Aufstieg in die Bundesliga mit dem TuS Eintracht Dortmund
- 1964 Meister der Oberliga und Aufstieg in die Bundesliga mit dem TuS Eintracht Dortmund
- 1967 Deutscher Meister mit der Düsseldorfer EG
- 1977 Aufstieg in die Bundesliga mit dem EC Deilinghofen (als Cheftrainer)

## Karrierestatistik
(Legende zur Spielerstatistik: Sp oder GP = absolvierte Spiele; T oder G = erzielte Tore; V oder A = erzielte Assists; Pkt oder Pts = erzielte Scorerpunkte; SM oder PIM = erhaltene Strafminuten; +/− = Plus/Minus-Bilanz; PP = erzielte Überzahltore; SH = erzielte Unterzahltore; GW = erzielte Siegtore; 1 Play-downs/Relegation; Kursiv: Statistik nicht vollständig)

## Familie
Dieter Hoja war der Vater des Eishockeyspielers Ralf Hoja. Beim ECD und später auch in Duisburg und Dortmund gehörte sein Sohn den von ihm trainierten Mannschaften an. Dieter Hojas Enkeltochter Anna Hoja ist ehemalige Volleyball- und Beachvolleyballspielerin.